# Parapherocera macswaini
Parapherocera macswaini är en tvåvingeart som beskrevs av Irwin 1977. Parapherocera macswaini ingår i släktet Parapherocera och familjen stilettflugor.
Artens utbredningsområde är Kalifornien. Inga underarter finns listade i Catalogue of Life.